# Rien (Forneret)
Pour les articles homonymes, voir Rien (homonymie).
Rien, suivi de Quelque chose, est un recueil de deux récits de Xavier Forneret paru en janvier 1836 à Dijon. 

## Analyse

### Présentation
Le recueil est constitué de Rien, conte fantastique, et Quelque chose, postface à tonalité satirique.

### Contexte
La couverture mentionne en sous-titre Au profit des pauvres. En effet, Forneret écrit dans Quelque chose que Le Spectateur, journal dijonnais, faisait appel à la générosité de ses lecteurs afin de subvenir aux besoins des pauvres de la région que le froid menaçait. Forneret adresse alors une lettre au rédacteur du périodique en lui proposant de reverser aux pauvres les bénéfices de la vente de son conte fantastique Rien :

« À Monsieur le Rédacteur du Spectateur,
Monsieur
J’ai en porte-feuille un mauvais billet d’à peu près 30 pages in 8°. Si le public veut bien l’endosser, son montant sera pour les pauvres. Dans peu de jours, on trouvera ses morceaux, chez MM. Decailly, Tussa, Gretenet et Lagier, libraires, et au Théâtre,
Prix de chacun d’eux : 50 centimes.
J’ai l’honneur, etc.
Xavier Forneret. »

Cette lettre, restituée dans Quelque chose, est suivie du dialogue entre Forneret et Monsieur Vincent, le rédacteur, qui n'a pas eu l'envie de publier cette lettre dans son journal, ou, selon la conclusion tirée par Forneret, n'a pas compris l'objectif de l'auteur.

## Résumés
Rien
Quelque chose

## Rééditions
- Contes et récits, édition intégrale établie par Jacques Rémy Dahan, Paris, José Corti, coll. « Collection romantique n°43 », 1994, 414 p. (ISBN 2-7143-0501-6)
- Écrits complets : (1836-1880) – Aphorismes, contes et récits, roman, vie quotidienne, édité par Bernadette Blandin, vol. 2, Dijon, Les Presses du réel, février 2013, 800 p. (ISBN 978-2-84066-488-8)
- Rien ; Quelque chose ; Le diamant de l'herbe, Éditions des Cendres, coll. « Oubliettes », 1983, 34 p. (ISBN 978-2-86742-001-6, lire en ligne)
- Xavier Forneret, Proses, Paris, Marguerite Waknine, 2013, 123 p. (ISBN 978-2-916694-48-1)